# Adam von Trott zu Solz
Friedrich Adam von Trott zu Solz foi um advogado e político alemão. Nasceu em 9 de agosto de 1909, em Potsdam, e morreu em 26 de agosto de 1944, em Berlim, executado devido à sua posição anti-nazista.